# Oreste Baratieri

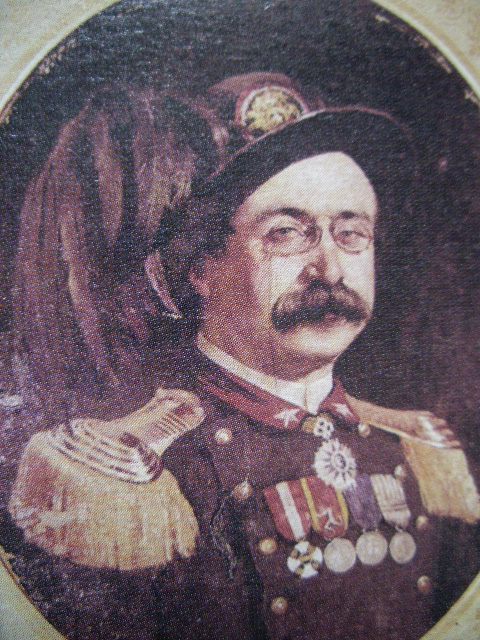
Oreste Baratieri.

Oreste Baratieri (Oreste Baratter), född 13 november 1841 Condino i Tyrolen, död 7 augusti 1901 i Sterzing, var en italiensk militär och guvernör.
Baratieri kämpade i sin ungdom under Garibaldis fanor för ett enat Italien. Därefter inträdde han i italiensk tjänst, och blev 1891 befälhavare för besättningstruppen i Eritrea. Han var Eritreas guvernör. Som kolonialkrigare kämpade han segerrikt mot etiopierna från 1894 till 1895 i det abessinska kriget, men led ett svidande nederlag den 1 mars 1896 i Adua mot Etiopiens kung Menelik II, varefter han hemkallades. 